# Clypeodytes gestroi
Clypeodytes gestroi is een keversoort uit de familie waterroofkevers (Dytiscidae). De wetenschappelijke naam van de soort is voor het eerst geldig gepubliceerd in 1888 door Régimbart.